# Lonicera kawakamii
Lonicera kawakamii là một loài thực vật có hoa trong họ Kim ngân. Loài này được (Hayata) Masam. mô tả khoa học đầu tiên năm 1931.